# مرتضی مرعشی
سید مرتضی بن سید علی ساری یکی از پادشاهان مرعشیان تبرستان و داماد سید عزالدین هزارجریبی بود که در سال ۸۲۱ هجری در پی مرگ پدرش و با حمایت نصیرالدین مرعشی به حکومت رسید ولی پس از مدتی اختلافاتی بین نصیرالدین و مرتضی پیش آمد که موجب انجام جنگ‌های فی‌ما بین این دو شد.

## به حکومت رسیدن
غیاث‌الدین، عموی مرتضی، فکر می‌کرد که سید علی ساری پس از خودش، حکومت را به او می‌سپارد؛ ولی پس از آن که سید علی ساری به جای خویش، در نماز عید قربان، فرزندش سید مرتضی را فرستاد، غیاث‌الدین بازگشت نمود و نامه‌ای تهدیدآمیز به سید علی نگاشت. سپس سید علی ساری با برادر دیگرش، سید نصیرالدین، به مشورت نشست و از او برای پسرش بیعت گرفت. در سال ۸۲۰هجری سید علی ساری وفات یافت و فرزندش، مرتضی، بر مسند نشست. سید نصیرالدین نیز در این هنگام، برای مرتضی از سید علی آمل، ملک کیومرث و فرزندان سید رضی‌الدین بیعت گرفت و نامه‌ای به شاهرخ رساند و در آن درخواست حکم مازندران را برای مرتضی نمود. شاهرخ حکم مازندران نداد و «مال» توقع نمود.

## مقابله نصیرالدین و روزافزون
«اسکندر روزافزون»، یکی از مشاوران سید غیاث‌الدین بود که در اواخر عمر سید علی ساری، با سید مرتضی همراه شد. هنگامی که مرتضی بر مسند حکومت نشست، روزافزون را به عنوان مشاور خاص خویش برگزید. روزافزون به این فکر افتاد که غیاث‌الدین را که تا آن زمان در زندان محبوس بود، بکشد تا از خطرات احتمالی بکاهد. سید مرتضی نیز چندان بی‌میل به این کار نبود ولی مخالفت بزرگان خاندان، زنان صاحب نفوذ و سید نصیرالدین مانع این عمل شدند.
نصیرالدین پس از آن «ظاهراً» از کلیهٔ فعالیت‌های سیاسی کناره‌گیری نمود. سید مرتضی از او درخواست نمود تا به ساری بازگردد و به فعالیاتش ادامه دهد ولی وی نپذیرفت و به شکل علنی اعلام کرد که تصمیم دربارهٔ غیاث‌الدین بر خلاف روش علی ساری می‌باشد. پس از آن در سال ۸۲۲ هجری، مرتضی با فراهم آوردن لشکری، به جنگ نصیرالدین شتافت و طی سه نبرد سنگین، به کمک سید علی آمل، نصیرالدین را شکست داد.

## نبرد لپور و قبول باج‌دهی
نصیرالدین پس از آن، به تخت‌گاه شاهرخ رفت و به وی تعهد داد که:
هر سال چهل خروار ابریشم سرخ و سفید به وزن استراباد هر خرواری چهل من به دیوان اعلی جواب گوید و ده خروار جهت امرای دولتی ارسال دارد و هرگاه که رایات نصرت آیات متوجه عراق و آذربایجان گردد و لشکر و ششصد خروار شتری غلبه به اسم علوفه برساند.
سید مرتضی نیز اعلام داشت که ده خروار بیش از آنچه نصیرالدین قبول نموده می‌پردازد.
نمایندگان و محصلان مالیاتی شاهرخ نیز با «چانه زدن» برای افزایش نرخ دریافتی دفع‌الوقت می‌کردند. سرانجام نصیرالدین خود را از معرکهٔ آن معامله رهانید. وی گفت:
کاری که ما کردیم بسیار بد بود نباید چنین بدبختی در مازندران نهاده می‌شد. حالا به جایی رسیده‌ایم که برای باج‌دهی به این مغولان بر یکدیگر پیشی می‌گیریم.
پس از آن که نصیرالدین در «نبرد لپور» شکست خورد به گیلان گریخت.

## وازیدمال
سادات کیای تنکابن نصیرالدین و خانواده‌اش را پذیرفتند و آنان چندی در پناه «سید محمد بن مهدی بن امیر کیای ملاطی»، حاکم ولایت رانکوه و دیلمستان، بودند و سپس به لاهیجان، که پایتخت شرق گیلان بود، حرکت کردند. در این هنگام، بین مرتضی و سید علی آمل اختلافاتی روی داد و در سال ۸۲۴ هجری، علی بن میربزرگ را از شهر بیرون کرده، قوام‌الدین بن سید رضی الدین مرعشی را بر مسند نشاندند.
نصیرالدین با مشاورهٔ کارکیا امیر سید محمد، با سید علی آمل متحد شد. در نبرد وازیدمال که بین ائتلاف سید علی و نصیرالدین با سید مرتضی و قوام‌الدین روی داد، مرتضی پیروز شد و سید علی و نصیرالدین دوباره به گیلان گریختند.

## مرگ
سید مرتضی سرانجام در ۴ صفر ۸۳۷ هجری درگذشت.